# مهلمایزل
مهلمایزل (به آلمانی: Mehlmeisel) یک شهر در آلمان است که در بایروث واقع شده‌است.